# Karl Broermann
Karl Broermann (Pseudonym: Martin Voß, * 5. März 1878 in Mülheim an der Ruhr; † 13. September 1947 in Heinsberg/Westfalen) war ein deutscher Pädagoge und Schriftsteller.

## Leben
Karl Broermann war der Sohn eines Schreiners. Nachdem er 1898 sein Examen als Volksschullehrer bestanden hatte, unterrichtete er ab 1899 zunächst an einer katholischen Volksschule in Schlebusch und fand dann eine Anstellung an der II. katholischen Schule in Broich bei Mülheim an der Ruhr (1900–1907). Später leitete er die Lehrerseminare in Kempen und Brühl, und ab 1910 war er Rektor einer katholischen Volksschule (Styrumer Schule, Grevenstr. 36) in Oberhausen. Broermann nahm als Soldat am Ersten Weltkrieg teil. Danach war er wieder als Lehrer tätig. Auf seine Initiative hin wurde 1921 in Oberhausen eine Mittelschule gegründet, der Broermann als Rektor vorstand. Während des Dritten Reiches war Broermann Anhänger des nationalsozialistischen Regimes. Nachdem er 1944 aus gesundheitlichen Gründen aus dem Schuldienst ausgeschieden war, verbrachte er die letzten Jahre seines Lebens in Heinsberg bei Kirchhundem.
Karl Broermann verfasste neben seiner Tätigkeit als Lehrer auch Erzählungen und Gedichte, teilweise in Mülheimer Mundart. Die nach
1933 erschienenen eigenen und von ihm herausgegebenen Werke sind stark von seiner nationalsozialistischen Gesinnung geprägt. Er verfasste zum Beispiel ideologisch-propagandistisch geprägte Jugendschriften mit den Titeln „Albert Leo Schlageter, ein deutscher Held“ und „Aus Adolf Hitlers Reden. Bearbeitet für die Jugend“. Während seines Aufenthaltes in Heinsberg sorgte er als Vorsitzender des entscheidenden Entnazifizierungsausschusses im Kreis Olpe für eine Entlastung der zuvor vom Ortsausschuss als nicht mehr tragbar bewerteten Schriftstellerin Josefa Berens-Totenohl. Karl Broermann gehörte 1906 zu den Mitbegründern des Mülheimer Geschichtsvereins. Die von ihm geleitete Mittelschule trug bis zu ihrer Umbenennung in „Anne-Frank-Realschule“ von 1948 bis 1994 den Namen „Karl-Broermann-Realschule“.

## Werke
- Hubbelspöhn. En drollige Vertell öwer un in Möll'msch Platt van em Möll'msche Jung, Mülheim a. d. Ruhr 1904
- Erz und Metall. Bilder und Gestalten aus dem vielverkannten Ruhrtale, Mülheim a. d. Ruhr 1907
- Aus siebenjähriger Kriegsnot, Regensburg 1910
- Lebenswirren. Volksgeschichten, Regensburg 1911
- Männer der Tat, Regensburg 1912
- Verteilungsplan für den gesamten Lesestoff der acht Schuljahre, Dortmund 1913
- In Kampf und Not, Regensburg 1915
- Das Mülheimer Schelmenbuch, Oberhausen, Rhld. 1926
- Zwischen Ruhr und Lippe. Geschichten und Sagen, Essen 1926
- Oberhausen-Rheinland. Eine Heimatkunde, Oberhausen-Rhld. 1927 (zusammen mit Wilhelm Seipp)
- Albert Leo Schlageter, Paderborn 1933
- Bahnbrecher der Ruhrindustrie, Paderborn 1933
- Königin Luise, die Landsmutter in Preußens Unglücksjahren, Paderborn 1933
- Das weiße Wildpferd, Paderborn 1933
- Andreas Hofer, Ferdinand von Schill, Paderborn 1934
- Helden der Freiheitskriege: Körner, York, Paderborn 1934
- Schiller, der Dichter von Heldentum und Vaterland, Paderborn 1934
- Von geschliffenen Steinbeilen, von Bronzeäxten und Eisenschwertern, Paderborn 1934
- Von Heimat und Helden. Ein Jugendbuch, Paderborn 1935
- Die Heldenfahrt der "Emden", Paderborn 1936
- Hermann Löns, Paderborn 1936
- Die letzte Fahrt des Grafen Spee, Paderborn 1936
- Die Seeschlacht am Skagerrak, Paderborn 1936
- Unterseebootsfahrten, Unterseebootshelden, Paderborn 1936
- Heimatsagen und Heimatgeschichten. Erzählt für Kinder zwischen Ruhr und Lippe, Duisburg 1938

### Aufsätze
- Das untere Ruhrtal im Siebenjährigen Krieg, in: Zeitschrift des Geschichtsvereins Mülheim an der Ruhr, 1911, Heft 1, S. 1–19.
- Die Auswanderung der Mülheimer nach Pennsylvanien, in: Zeitschrift des Geschichtsvereins Mülheim an der Ruhr, 1938, Heft 5, S. 24–48.
- Der Kampf um die Ruhrtalmühle, in: Mülheimer Heimatkalender 1940, S. 90.
- Jugenderinnerungen eines alten Mülheimers, in: Mülheimer Jahrbuch 1951, S. 40.

### Herausgeberschaft
- Vom Rhein, Leipzig 1925
- Unterm Zentrumsbanner, Berlin 1926 (herausgegeben zusammen mit Karl Grobbel)
- Adolf Hitler: Aus Adolf Hitlers Reden, Paderborn 1934
- Adolf Hitler: Mein Kampf, Paderborn 1934